# Ladislao III de Hungría
Ladislao III (en húngaro: III. László; en latín: Ladislaus III) (¿?, 1199 - Viena, 7 de mayo de 1205), Decimoctavo rey de Hungría (1204 - 1205). Hijo de Emerico I y de la infanta Constanza de Aragón y Castilla (1179 - 1222; hija de Alfonso II y de Sancha de Castilla), casados en 1198.

## Biografía
Ladislao fue coronado en vida de su padre a sus 3 o 5 años de edad, el 26 de agosto de 1204,  para asegurar de esta forma su sucesión. El hermano de Emerico, Andrés prometió proteger al niño y desempeñar la regencia hasta que alcanzara la edad adulta. Sin embargo, cuando Emérico murió, Andrés acaparó todo el poder, puesto que en muchas oportunidades ya se había enfrentado a su hermano mayor por el trono húngaro.
De esta forma, Andrés fue coronado como Andrés II en 1205, ante lo cual la reina viuda se llevó al pequeño Ladislao III en su huida a Viena, refugiándose en la corte de Leopoldo VI. Ladislao murió en Viena poco después, siendo enterrado en Székesfehérvár, Hungría. Constanza nunca volvió a Hungría, sino que se casó con Federico II Hohenstaufen.